# コッレ・サン・マーニョ
コッレ・サン・マーニョ（伊: Colle San Magno）は、イタリア共和国ラツィオ州フロジノーネ県にある、人口約610人の基礎自治体（コムーネ）。

## 地理

### 位置・広がり

#### 隣接コムーネ
隣接するコムーネは以下の通り。
- カザラッティコ
- カストロチェーロ
- ピエディモンテ・サン・ジェルマーノ
- ロッカセッカ
- サントパードレ
- テレッレ

### 気候分類・地震分類
コッレ・サン・マーニョにおけるイタリアの気候分類 (it) および度日は、zona E, 2103 GGである。
また、イタリアの地震リスク階級 (it) では、zona 1 (sismicità alta) に分類される。

## 行政

### 山岳部共同体
広域行政組織である山岳部共同体「ヴァッレ・デル・リーリ山岳部共同体」 (it:Comunità montana Valle del Liri) （事務所所在地: アルチェ）を構成するコムーネの一つである。

### 分離集落
コッレ・サン・マーニョには、以下の分離集落（フラツィオーネ）がある。
- Cantalupo, Forma, Varciosa, Scannole, Vaglie, Marrone